# کنورد گورنه
کنورد گورنه (به لهستانی:  Knorydy Górne) یک روستا در لهستان است که در گمینا بیلسک پودلاسکی واقع شده‌است.